# Macrostylis mariana
Macrostylis mariana là một loài chân đều trong họ Macrostylidae. Loài này được Mezhov miêu tả khoa học năm 1993.